# Gravis PC GamePad

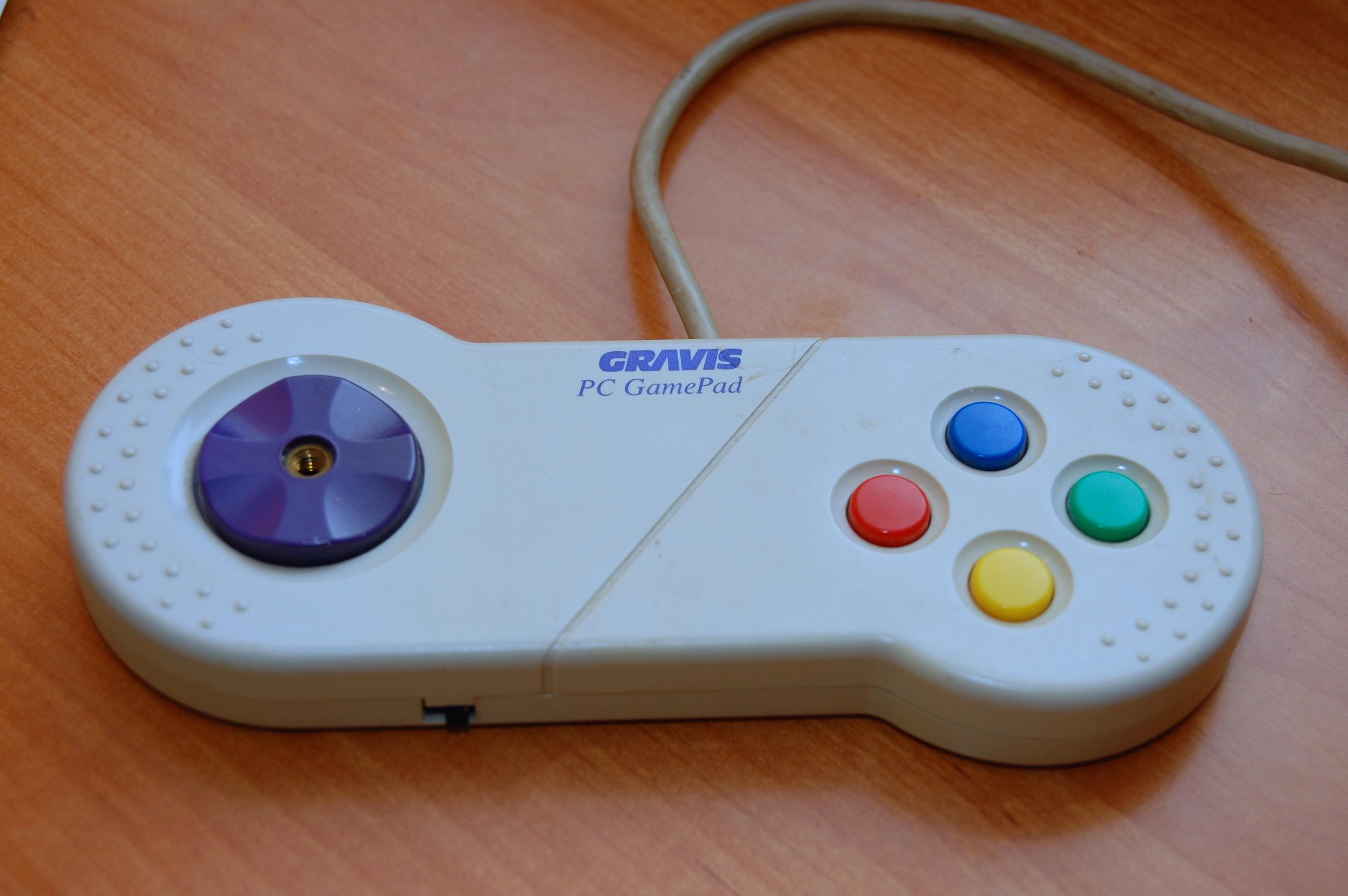
O primeiro Gravis PC GamePad.

O Gravis PC GamePad é um controlador de jogo do gênero gamepad produzido pela Advanced Gravis Computer Technology lançado em 1991.

Icone de gamepad da Wikipédia.

Foi o primeiro gamepad IBM PC compatível, é semelhante ao controle do SNES, possuindo direcionais digitais com adaptador para uma pequena alavanca, quatro botões de face, mas sem os botões L, R, Select e Start, o CD-i utiliza o controle.
Em 1991 foi lançada um novo modelo chamado GamePad Pro, com formato semelhante ao futuro controle do PlayStation, também foi lançada uma versão patrocinada pela EA Sports com o jogo Madden Football Limited Edition e outra com conector USB chamada de GamePad Pro USB.
A Wikipédia utiliza o ícone de gamepad com um formato semelhante ao do Gravis PC GamePad.